# Занювка
Занювка (пол. Zaniówka) — село в Польщі, у гміні Парчів Парчівського повіту Люблінського воєводства. Населення — 184 особи (2011).

## Історія
У часи входження до складу Російської імперії належало до Радинського повіту Сідлецької губернії.
За даними етнографічної експедиції 1869—1870 років під керівництвом Павла Чубинського, у селі здебільшого проживали греко-католики, усе населення розмовляло українською мовою.
У 1975—1998 роках село належало до Білопідляського воєводства.

## Демографія
Демографічна структура станом на 31 березня 2011 року:
|          | Загалом | Допрацездатний вік | Працездатний вік | Постпрацездатний вік |
| -------- | ------- | ------------------ | ---------------- | -------------------- |
| Чоловіки | 95      | 15                 | 62               | 18                   |
| Жінки    | 89      | 19                 | 42               | 28                   |
| Разом    | 184     | 34                 | 104              | 46                   |